# René Dieudonné
René Victor Dieudonné (Andenne, 4 november 1900 - 6 mei 1958) was een Belgisch volksvertegenwoordiger.

## Levensloop
Dieudonné begon aan een politieke loopbaan onmiddellijk na de Tweede Wereldoorlog.
In 1946 werd hij gemeenteraadslid en in 1947 schepen van Andenne.
In september 1944 werd hij socialistisch volksvertegenwoordiger voor het arrondissement Namen, in opvolging van Lucien-Marie Harmegnies, die tijdens de oorlog was overleden. Dieudonné vervulde het mandaat tot aan zijn vroegtijdige dood.

## Publicaties
- Pensions de vieillesse. Analyse pratique dela nouvelle législation, Andenne, 1946.
- La législation sur les pensions de vieillesse, Andenne, 1951.
- La législation relative aux pensions pour travailleurs indépendants, Andenne, 1957